# Liste von Museen in Taiwan (Republik China)
Liste von Museen (chinesisch 博物館, Pinyin Bówùguǎn) in Taiwan, inklusive von Kulturzentren (chinesisch 文化館 / 文化馆, Pinyin Wénhuàguǎn) und Kunstzentren (chinesisch 美術館, Pinyin Měishùguǎn).
Hinweis zu den Namen: meistens sind die englischsprachigen Namen der Museen von deren oder den staatlichen Websites angegeben. Besucher in China werden so evtl. vor Ort fündig, auch wenn sie nicht den chinesischen Namen kennen oder verwenden können.

## Kaohsiung

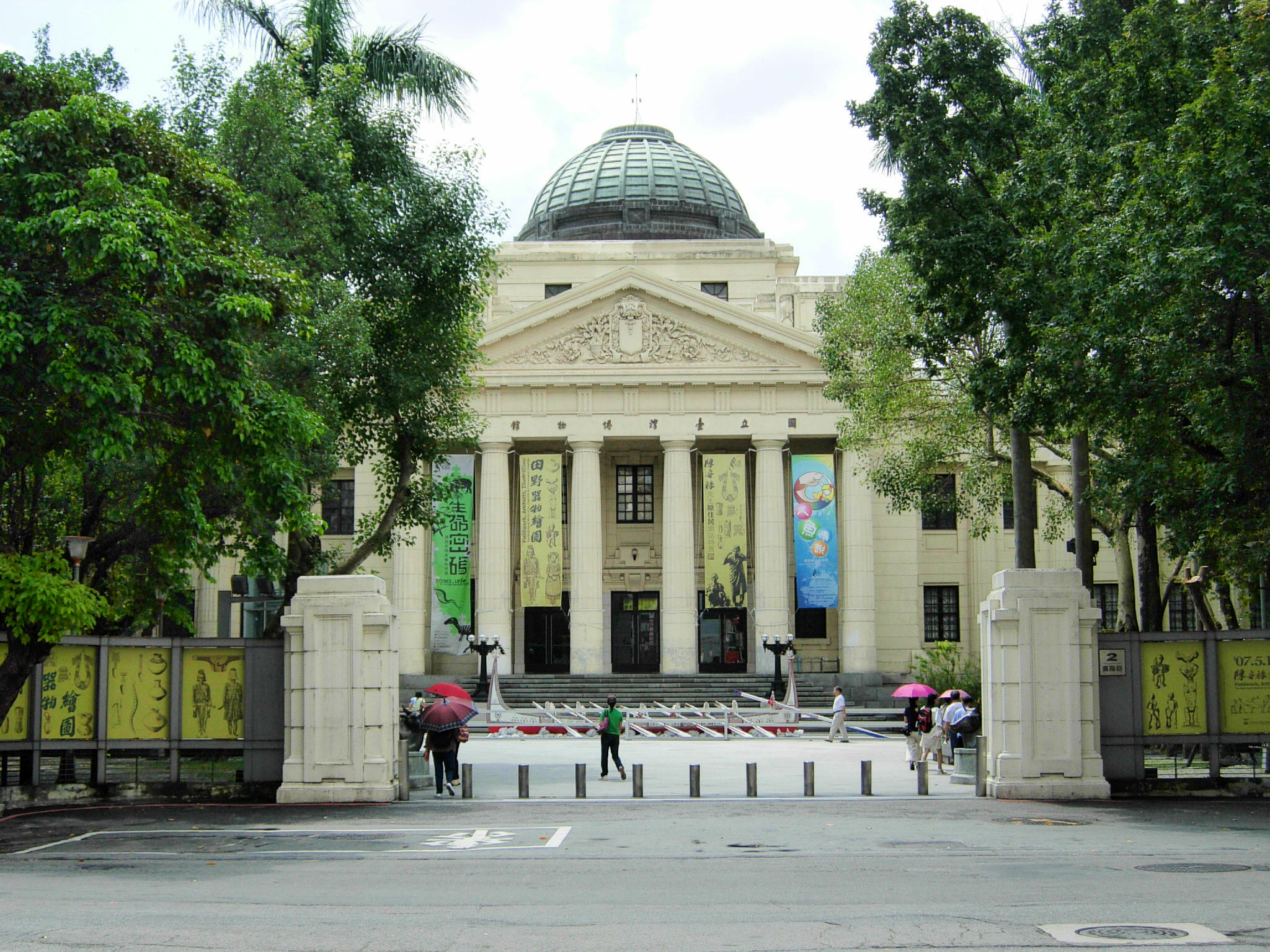
Taiwan-Nationalmuseum in Taipei, Taiwans ältestes Museum, erbaut 1908.

- Zhong Lihe Museum
  (chinesisch 鍾理和紀念館 / 钟理和纪念馆, Pinyin Zhōng Lǐhé Jìniànguǎn, Chung Li-he Museum)
- Qijin Muschel Museum
  (chinesisch 旗津貝殼博物館 / 旗津贝壳博物馆, Pinyin Qíjīn Bèiké Bówùguǎn, Cijin Shell Museum)
- Fengshan Kultur Museum
  (chinesisch 鳳山地方文化館 / 凤山地方文化馆, Pinyin Fèngshān Dìfāng Wénhuàguǎn, Fongshan Community Culture Museum)
- Ehemaliges Britisches Konsulat Takao
  (chinesisch 打狗英國領事館 / 打狗英国领事館, Pinyin Dǎgǒu Yīngguó Lǐngshìguǎn)
- Hamasen Museum der taiwanesischen Eisenbahn
  (chinesisch 哈瑪星台灣鐵道館 / 哈玛星台湾铁道馆, Pinyin Hāmǎxīng Táiwān Tiědào Guǎn, Hamasen Museum of Taiwan Railway)
- Jiaxian Fossilienmuseum
  (chinesisch 甲仙化石館, Pinyin Jiǎxiān Huàshí Guǎn, Tongyong Pinyin Jiǎxian Huàshíh Guǎn, Jiasian Petrified Fossil Museum)
- Astronomisches Museum Gaoxiong
  (chinesisch 高雄市立天文教育館, Pinyin Gāoxióng Shìlì Tiānwén Jiàoyùguǎn, Kaohsiung Astronomical Museum)
- Gaoxiong Hakka Museum
  (chinesisch 高雄市客家文物館, Pinyin Gāoxióngshì Kèjiā Wénwùguǎn，Kaohsiung Hakka Cultural Museum)
- Hafenmuseum Gaoxiong
  (chinesisch 高雄港港史館, Pinyin Gāoxióng Gǎng Gǎngshǐguǎn, Kaohsiung Harbor Museum)
- Gaoxiong Kunstmuseum
  (chinesisch 高雄市立美術館, Pinyin Gāoxióng Shìlì Měishùguǎn, Kaohsiung Museum of Fine Arts, KMFA)
- Gaoxiong Fischereimuseum
  (chinesisch 高雄市漁業文化館 / 高雄市渔业文化馆, Pinyin Gāoxióng Shì Yúyè Wénhuàguǎn, Kaohsiung Museum of Fisheries Civilization)
- Historisches Museum Gaoxiong
  (chinesisch 高雄市立歷史博物館 / 高雄市立历史博物館, Pinyin Gāoxióng Shìlì Lìshǐ Bówùguǎn, Kaohsiung Museum of History)
- Arbeitsmuseum Gaoxiong
  (chinesisch 高雄市勞工博物館 / 高雄市劳工博物馆, Pinyin Gāoxióngshì Láogōng Bówùguǎn, Kaohsiung Museum of Labor)
- U-bahn-Museum Gaoxiong
  (chinesisch 高雄鐵路地下化展示館 / 高雄铁路地下化展示馆, Pinyin Gāoxióng Tiělù Dìxià Huà Zhǎnshì Guǎn, Kaohsiung Vision Museum)
- Hakka Museum Meinong
  (chinesisch 美濃客家文物館 / 美浓客家文物馆, Pinyin Měinóng Kèjiā Wénwùguǎn, Meinong Hakka Culture Museum)
- Nationalmuseum für Wissenschaft und Technik
  (chinesisch 國立科學工藝博物館 / 国立科学工艺博物馆, Pinyin Guólì Kēxué Gōngyì Bówùguǎn, National Science and Technology Museum, NSTM)
- Museum der Luftwaffe von Taiwan
  (chinesisch 空軍軍史館 / 空军军史馆, Pinyin Kōngjūn Jūnshǐguǎn, Republic of China Air Force Museum)
- Luwei Museum
  (chinesisch 臺灣滷味博物館 / 台湾卤味博物馆, Pinyin Táiwān Lǔwèi Bówùguǎn, Soya-Mixed Meat Museum)
- Fengli Fabrik-Museum
  (Ananas-Museum, chinesisch 臺灣鳳梨工場 / 台湾凤梨工场, Pinyin Táiwān Fènglí Gōngchǎng, Taiwan Pineapple Museum)
- Zuckermuseum (Gaoxiong)
  (chinesisch 台灣糖業博物館 / 台湾糖业博物馆, Pinyin Táiwān Tángyè Bówùguǎn, Taiwan Sugar Museum)
- Eisenbahnmuseum Takao
  (chinesisch 舊打狗驛故事館 / 旧打狗驿故事馆, Pinyin Jiù Dǎ Gǒu Yì Gùshìguǎn, Takao Railway Museum)
- Museum der Xiaolin Pingpu-Kultur
  (chinesisch 小林平埔族群文物館, Pinyin Xiǎolín Píngpǔ Zúqún Wénwùguǎn, Xiaolin Pingpu Cultural Museum)
- Yangming Museum für Meeresforschung
  (chinesisch 陽明高雄海洋探索館 / 阳明高雄海洋探索馆, Pinyin Yángmíng Gāoxióng Hǎiyáng Tànsuǒguǎn, YM Museum of Marine Exploration Kaohsiung, MOME)
- Krieg und Frieden-Gedenkpark und Themenhalle
  (chinesisch 戰爭與和平紀念公園主題館 / 战争与和平纪念公园主题馆, Pinyin Zhànzhēng Yǔ Hépíng Jìniàn Gōngyuán Zhǔtí Guǎn, War and Peace Memorial Park and Theme Hall)

## Neu-Taipeh
- Fort San Domingo
  (chinesisch 紅毛城, Pinyin Hóngmáochéng, San Domingo-Festung)
- Jingtong Bergbaumuseum
  (chinesisch 菁桐礦業生活館 / 菁桐矿业生活馆, Pinyin Jīngtóng Kuàngyè Shēnghuó Guǎn, Jingtong Mining Industry Museum)
- Zhu Ming-Kunstmuseum
  (chinesisch 朱銘美術館 / 朱铭美术馆, Pinyin Zhū Míng Měishùguǎn, Ju Ming Museum)
- Li Tianlu Handpuppen-Museum
  (chinesisch 李天祿布袋戲文物館 / 李天禄布袋戏文物馆, Pinyin Litiānlù Bùdàixì Wénwùguǎn, Li Tien-lu Hand Puppet Historical Museum)
- Museum der Weltreligionen
  (chinesisch 世界宗教博物館 / 世界宗教博物馆, Pinyin Shìjiè Zōngjiào Bówùguǎn, Museum of World Religions, MWR)
- Nationalmuseum der Menschenrechte
  (chinesisch 國家人權博物館 / 国家人权博物館, Pinyin Guójiā Rénquán Bówùguǎn, National Human Rights Museum; Gedenkpark des Weißen Terrors, Jing-Mei chinesisch 白色恐怖景美紀念園區 / 白色恐怖景美纪念园区, Pinyin Báisè Kǒngbù Jǐngměi Jìniàn Yuánqū, Jing-Mei White Terror Memorial Park)
- Neu Taipei City Gold Museum
  (chinesisch 新北市立黃金博物館 / 新北市立黄金博物馆, Pinyin Xīnběishìlì Huángjīn Bówùguǎn, New Taipei City Gold Museum)
- Neu-Taipeh Hakka-Museum
  (chinesisch 新北市客家文化園區 / 新北市客家文化园区, Pinyin Xīnběishì Kèjiā Wénhuà Yuánqū, New Taipei City Hakka Museum)
- Neu-Taipeh Yingge-Keramik-Museum
  (chinesisch 新北市立鶯歌陶瓷博物館 / 新北市立莺歌陶瓷博物馆, Pinyin Xīnběi Shìlì Yīnggē Táocí Bówùguǎn, New Taipei City Yingge Ceramics Museum)
- Ping-Lin Teemuseum
  (chinesisch 坪林茶業博物館 / 坪林茶业博物馆, Pinyin Pínglín Cháyè Bówùguǎn, Ping-Lin Tea Museum)
- Historisches Museum Sanxia
  (chinesisch 三峽歷史文物館 / 三峡历史文物馆, Pinyin Sānxiá Lìshǐ Wénwùguǎn, Sanxia History Museum)
- Shihsanhang Museum
  (chinesisch 十三行博物館, Pinyin Shísānháng Bówùguǎn, Shihsanhang Museum of Archaeology)
- Kohlebergbau-Museum Taiwan
  (chinesisch 台灣煤礦博物館 / 台湾煤矿博物馆, Pinyin Táiwān Méikuàng Bówùguǎn, Taiwan Coal Mine Museum)
- Nougat-Museum
  (chinesisch 牛軋糖博物館 / 牛轧糖博物馆, Pinyin Niúgátáng Bówùguǎn, Taiwan Nougat Creativity Museum)
- Meeresmuseum der Tamkang University
  (chinesisch 淡江大學海事博物館, Pinyin Dànjiāng Dàxué Hǎishì Bówùguǎn, Tamkang University Maritime Museum)
- Historisches Museum Tamsui
  (chinesisch 淡水古蹟博物館 / 淡水古迹博物馆, Pinyin Dànshuǐ Gǔjī Bówùguǎn, Tamsui Historical Museum)
- Dengfeng Yuwan-Museum
  (chinesisch 登峰魚丸博物館 / 登峰鱼丸博物馆, Pinyin Dēngfēng Yúwán Bówùguǎn, Teng Feng Fish Ball Museum)
- Wulai Atayal Museum
  (chinesisch 烏來泰雅民族博物館 / 乌来泰雅民族博物馆, Pinyin Wūlái Tàiyǎ Mínzú Bówùguǎn)
- Wulai Waldmuseum
  (chinesisch 烏來林業生活館 / 乌来林业生活馆, Pinyin Wūlái Línyè Shēnghuó Guǎn, Wulai Forestry Life Museum)

## Taichung
- Nationalmuseum zum 9-21-Erdbeben
  (chinesisch 國立自然科學博物館九二一地震教育園區, Pinyin Guólì Zìrán Kēxué Bówùguǎn Jiǔ'èryī Dìzhèn Jiàoyù Yuánqū, 921 Earthquake Museum of Taiwan)
- Asia Museum of Modern Art
  (chinesisch 亞洲現代美術館 / 亚洲现代美术馆, Pinyin Yàzhōu Xiàndài Měishùguǎn, Hakka: A-tsiu Hiān-tāi Bí-su̍t-kuán, Asia Modern)
- Museum des Legislativ-Yuan
  (chinesisch 立法院議政博物館 / 立法院议政博物馆, Pinyin Lìfǎyuàn Yìzhèng Bówùguǎn, Assembly Affairs Museum, The Legislative Yuan)
- Hauptsitz und Museum der Chang Hwa Bank
  (chinesisch 彰化銀行總行及行史館 / 彰化银行总行及行史馆, Pinyin Zhānghuà Yínháng Zǒngháng Jíxíng Shǐguǎn, Chang Hwa Bank Headquarters and Museum)
- Zhang Lianchang Saxophon-Museum
  (chinesisch 張連昌薩克斯風博物館 / 张连昌萨克斯風博物馆, Pinyin Zhāng Liánchāng Sàkèsīfēng Bówùguǎn, Chang Lien-cheng Saxophone Museum)
- Historisches Museum Chenggongling
  (chinesisch 成功嶺歷史館 / 成功岭历史馆, Pinyin Chénggōnglǐng Lìshǐguǎn, Chengkungling History Museum)
- Lackkunst-Museum Fengyuan
  (chinesisch 豐原漆藝館 / 丰原漆艺馆, Pinyin Fēngyuán Qīyìguǎn, Fengyuan Museum of Lacquer Art)
- Lin Xiantang Museum
  (chinesisch 林獻堂文物館 / 林献堂文物馆, Pinyin Lín xiàntáng Wénwùguǎn, Lin Hsien-tang Residence Museum)
- Numismatisches Museum der Ling Tung Daxue
  (chinesisch 嶺東科技大學嶺東錢幣博物館 / 岭东科技大学岭东钱币博物馆, Pinyin Lǐngdōng Kējì Dàxué Lǐngdōng Qiánbì Bówùguǎn, Ling Tung Numismatic Museum)
- Lishan-Museum
  (chinesisch 梨山文物陳列館 / 梨山文物陈列馆, Pinyin Líshān Wénwù Chénliè Guǎn, Lishan Culture Museum)
- Nationales Naturwissenschaftliches Museum
  (chinesisch 國立自然科學博物館, Pinyin Guólì Zìrán Kēxué Bówùguǎn, taiwanesisch: Kok-li̍p Chū-jiân Kho-ha̍k Phok-bu̍t-koán; National Museum of Natural Science)
- Nationalmuseum der Künste
  (chinesisch 國立臺灣美術館 / 国立台湾美术馆, Pinyin Guólì Táiwān Měishùguǎn, National Taiwan Museum of Fine Arts, NTMoFA)
- Taichung Seidenfabrik-Museum
  (chinesisch 台中市纖維工藝博物館, Pinyin Táizhōng Értóng Yìshùguǎn, Taichung English and Art Museum, Museum of Fiber Arts)
- Taichung Literatur-Museum
  (chinesisch 臺中文學館 / 台中文学馆, Pinyin Táizhōng Wénxuéguǎn, Taichung Literature Museum, TLM)
- Militärangehörigen-Dorf-Museum Taichung
  (chinesisch 臺中市眷村文物館 / 台中市眷村文物, Pinyin Táizhōng Shì Juàn Cūn Wénwù Guǎn, Taichung Military Kindred Village Museum)
- Ballon-Museum
  (chinesisch 台灣氣球博物館 / 台湾气球博物馆, Pinyin Táiwān Qìqiú Bówùguǎn, Taiwan Balloons Museum)
- Tuniu Hakka-Museum
  (chinesisch 土牛客家文化館 / 土牛客家文化馆, Pinyin Tǔniú Kèjiā Wénhuàguǎn, Tuniu Hakka Cultural Museum)

## Tainan
- Bo Yang Museum
  (chinesisch 柏楊文物館 / 柏楊文物馆, Pinyin Bóyáng Wénwùguǎn)
- Kanal Museum
  (chinesisch 運河博物館 / 运河博物馆, Pinyin Yùnhé Bówùguǎn)
- Qimei Museum
  (chinesisch 奇美博物館, Pinyin Qíměi Bówùguǎn, Chimei Museum)
- Fangyuan Kunstmuseum
  (chinesisch 方圓美術館 / 方圆美术馆, Pinyin Fāngyuán Měishùguǎn, Fangyuan Museum of Arts)
- Tait & Co. Handelshaus
  (chinesisch 原英商德記洋行 / 原英商德记洋行, Pinyin Yuán Yīngshāng Déjì Yángháng, Former Tait & Co. Merchant House)
- Fort Zeelandia Museum
  (chinesisch 熱蘭遮城, Pinyin Rèlánzhē Chéng, taiwanesisch: Ji̍at-lân-jia Siâⁿ; Fort Orange–奧倫治城; Fort Anping–安平城; Taiwan City–臺灣城; Anping Old Fort–安平古堡)
- Möbelfabrik-Museum Tainan
  (chinesisch 家具產業生態博物館 / 家具产业生态博物馆, Pinyin Jiājù Chǎnyè Shēngtài Bówùguǎn, Furniture Manufacturing Eco Museum in Tainan)
- Shangshan Huayuan Shuidao Museum
  (chinesisch 山上花園水道博物館 / 山上花园水道博物馆, Pinyin Shānshàng Huāyuán Shuǐdào Bówùguǎn, Hilltop Garden Watercourse Museum)
- Liu Qixiang-Kunstgalerie und Gedenkhalle
  (chinesisch 劉啟祥美術紀念館 / 刘启祥美术纪念馆, Pinyin Liúqǐxiáng Měishù Jìniàn Guǎn, Liu Chi-hsiang Art Gallery and Memorial Hall)
- Lu’er’men Museum
  (chinesisch 鹿耳門歷史文化區域地方文化館 / 鹿耳门历史文化区域地方文化馆, Pinyin Lùěrmén Lìshǐ Wénhuà Qū Yù Dìfāng Wénhuàguǎn, Luerhmen History and Culture Museum)
- Archäologisches Museum Tainan (Nationalmuseum für Vorgeschichte)
  (chinesisch 國立臺灣史前文化博物館南科館 / 国立台湾史前文化博物馆南科馆, Pinyin Guólì Táiwān Shǐqiáng Wénhuà Bówùguǎn Nán Kē Guǎn, Museum of Archaeology, Tainan Branch of National Museum of Prehistory)
- Museum der Cheng-Kung-Nationaluniversität
  (chinesisch 國立成功大學博物館 / 国立成功大学博物馆, Pinyin Guólì Chénggōng Dàxué Bówùguǎn; 成大博物館; Chéngdà Bówùguǎn, National Cheng Kung University Museum)
- Nationales Historisches Museum Taiwan
  (chinesisch 國立臺灣歷史博物館 / 国立台湾历史博物馆, Pinyin Guólì Táiwān Lìshǐ Bówùguǎn, National Museum of Taiwan History)
- Nationalmuseum für Literatur Taiwan
  (chinesisch 國立臺灣文學館 / 国立台湾文学馆, Pinyin Guólì Táiwān Wénxuéguǎn, National Museum of Taiwan Literature, NMTL, National Museum of Taiwan Literature)
- Kunstmuseum Tainan
  (chinesisch 臺南市美術館 / 台南市美术馆, Pinyin Táinán Shì Měishùguǎn, Tainan Art Museum, TAM)
- Kinder-Wissenschafts-Museum Tainan
  (chinesisch 台南市兒童科學館 / 台南市儿童科学馆, Pinyin Táinán Shì Értóng Kēxuéguǎn, Tainan Children’s Science Museum)
- Gerichts-Museum Tainan
  (chinesisch 臺南司法博物館 / 台南司法博物馆, Pinyin Táinán Sīfǎ Bówùguǎn, Tainan Judicial Museum, Old Tainan District Court 原臺南地方法院; Yuán Táinán Dìfāng Fǎyuàn)
- Blech-Museum Taiwan
  (chinesisch 台灣金屬創意館 / 台湾金属创意馆, Pinyin Táiwān Jīnshǔ Chuàngyì Guǎn, Taiwan Metal Creation Museum, TMCM)
- Salzmuseum Taiwan
  (chinesisch 臺灣鹽博物館 / 台湾盐博物馆, Pinyin Táiwān Yán Bówùguǎn, Taiwan Salt Museum)
- Zuckermuseum Taiwan (Tainan)
  (chinesisch 台灣糖業博物館 / 台湾糖业博物馆, Pinyin Táiwān Tángyè Bówùguǎn, Taiwan Sugar Museum)
- Yang Kui Literaturmuseum
  (chinesisch 楊逵文學紀念館 / 杨逵文学纪念馆, Pinyin Yángkuí Wénxué Jìniànguǎn, Yang Kui Literature Memorial Museum)

## Taipeh
- Ama Museum
  (chinesisch 阿嬤家-和平與女性人權館 / 阿嬷家-和平与女性人权馆, Pinyin Āmā Jiā-Hépíng Yǔ Nǚxìng Rénquán Guǎn)
- Zhendan Kunstmuseum
  (chinesisch 震旦藝術博物館 / 震旦艺术博物馆, Pinyin Zhèndàn Yìshù Bówùguǎn, Aurora Art Museum)
- Beitou Thermalquellen-Museum
  (chinesisch 北投溫泉博物館 / 北投温泉博物馆, Pinyin Běitóu Wēnquán Bówùguǎn, Beitou Hot Spring Museum)
- Beitou Museum
  (chinesisch 北投文物館 / 北投文物馆, Pinyin Běitóu Wénwùguǎn, Taiwan Folk Arts Museum)
- Beitou Pflaumengarten
  (chinesisch 北投梅庭, Pinyin Běitóu Méitíng, Beitou Plum Garden)
- Hongxi Kunstmuseum
  (chinesisch 鴻禧美術館 / 鸿禧美术馆, Pinyin Hóngxǐ Měishùguǎn, Chang Foundation Museum)
- Cheng Nan-jung Freiheitsmuseum
  (chinesisch 鄭南榕自由紀念館 / 郑南榕自由纪念馆, Pinyin Zhèng Nánróng zìyóu jìniànguǎn)
- Nationale Chiang-Kai-shek-Gedächtnishalle
  (chinesisch 國立中正紀念堂, Pinyin Guólì Zhōngzhèng Jìniàntáng, Chiang Kai-shek Memorial Hall, Kok-li̍p Tiong-chèng-kí-liām-tn̂g)
- Kinder-Kunstzentrum Taipeh
  (chinesisch 蘇荷兒童美術館 / 苏荷儿童美术馆, Pinyin Sūhé Értóng Měishùguǎn, Children’s Art Museum in Taipei)
- Postmuseum Chunghwa
  (chinesisch 郵政博物館 / 邮政博物馆, Pinyin Yóuzhèng Bówùguǎn, Chunghwa Postal Museum)
- Zollmuseum (Taipeh)
  (chinesisch 海關博物館 / 海关博物馆, Pinyin Hǎiguān Bówùguǎn, Customs Museum)
- Zhanrong Schifffahrtsmuseum
  (chinesisch 長榮海事博物館 / 长荣海事博物馆, Pinyin Zhǎngróng Hǎishì Bówùguǎn, Evergreen Maritime Museum)
- Feuersicherheitsmuseum der Feuerwehr Taipeh
  (chinesisch 防災科學教育館 / 防灾科学教育馆, Pinyin Fángzāi Kēxué Jiàoyùguǎn, Fire Safety Museum of Taipei City Fire Department)
- Hong-Gah Museum
  (chinesisch 鳳甲美術館 / 凤甲美术馆, Pinyin Fèngjiǎ Měishùguǎn, taiwanesisch: Hōng-kah Bí-su̍t-koán)
- Hwa Kang Museum
  (chinesisch 華冈博物馆 / 华冈博物馆, Pinyin Huágāng Bówùguǎn)
- Insektenmuseum Taipeh
  (chinesisch 昆蟲科學博物館 / 昆虫科学博物馆, Pinyin Kūnchóng Kēxué Bówùguǎn, Insect Science Museum)
- Jut Art Museum
  (chinesisch 忠泰美術館 / 忠泰美术馆, Pinyin Zhōng Tài Měishùguǎn, JAM)
- Kuandu-Kunstmuseum
  (chinesisch 關渡美術館 / 忠泰美术馆, Pinyin Guāndù Měishùguǎn, Kuandu Museum of Fine Arts, KdMoFA)
- Kuo Yuan Ye Bäckereimuseum
  (chinesisch 郭元益糕饼博物馆 / 郭元益糕餅博物館, Pinyin Guōyuányì Gāobǐng Bówùguǎn, Kuo Yuan Ye Museum of Cake and Pastry)
- Landreform-Museum Taipeh
  (chinesisch 土地改革紀念館, Pinyin Tǔdì Gǎigé Jìniànguǎn, Land Reform Museum, LRM)
- Lin An Tai Hausmuseum
  (chinesisch 林安泰古厝, Pinyin Línāntài Gǔcuò, Lin An Tai Historical House and Museum)
- Lingnan Kunstmuseum
  (chinesisch 嶺南美術館 / 岭南美术馆, Pinyin Lǐngnán Měishùguǎn, Lingnan Fine Arts Museum)
- Miniaturenmuseum Taiwan
  (chinesisch 袖珍博物館, Pinyin Xiùzhēn Bówùguǎn, Miniatures Museum of Taiwan)
- Anthropologisches Museum Taiwan
  (chinesisch 人類學博物館 / 人类学博物馆, Pinyin Rénlèixué Bówùguǎn, Museum of Anthropology)
- Museum für Zeitgenössische Kunst Taipeh
  (chinesisch 台北當代藝術館 / 台北當代藝術館, Pinyin Táiběi Dāngdài Yìshùguǎn, Museum of Contemporary Art Taipei, MoCA Taipei)
- Trinkwassermuseum Taipeh
  (chinesisch 臺北水道水源地 / 台北水道水源地, Pinyin Táiběi Shuǐdào Shuǐyuándì, Museum of Drinking Water)
- Jade-Kunstmuseum
  (chinesisch 瑩瑋藝術翡翠文化博物館 / 莹玮艺术翡翠文化博物馆, Pinyin Yíngwěi Yìshù Fěicuì Wénhuà Bówùguǎn, Museum of Jade Art)
- Medizinmuseum der National Taiwan University
  (chinesisch 醫學人文博物館 / 医学人文博物馆, Pinyin Yīxué Rénwén Bówùguǎn, Museum of Medical Humanities)
- Zoologisches Museum der National Taiwan University
  (chinesisch 動物博物館 / 动物博物馆, Pinyin Dòngwù Bówùguǎn, Museum of Zoology)
- Gebäude der Bildungsvereinigung von Taiwan / Nationale Gedenkhalle 228
  (chinesisch 原臺灣教育會館 / 原臺灣教育会馆, Pinyin Yuán Táiwān Jiàoyù Huìguǎn, Taiwan Education Association Building, National 228 Memorial Museum)
- Nationales Historisches Museum (Taipeh)
  (chinesisch 國立歷史博物館 / 国立历史博物馆, Pinyin Guólì Lìshǐ Bówùguǎn, National Museum of History)
- Nationales Palastmuseum
  (chinesisch 國立故宮博物院 / 国立故宮博物院, Pinyin Guólì Gùgōng Bówùyuàn, National Palace Museum)
- Nationales Museum Taiwan
  (chinesisch 國立臺灣博物館 / 国立臺灣博物馆, Pinyin Guólì Táiwān Bówùguǎn, taiwanesisch: Kok-li̍p Tâi-oân Phok-bu̍t-koán, National Taiwan Museum, NTM)
- Archive der National Taiwan University
  (chinesisch 檔案館 / 档案馆, Pinyin Dàng àn guǎn, National Taiwan University Archives)
- Präsidenten und Vizepräsidenten-Museum
  (chinesisch 總統副總統文物館 / 总统副总统文物馆, Pinyin Zǒngtǒngfù Zǒngtǒng Wénwùguǎn, Presidential and Vice-Presidential Artifacts Museum)
- Museum der Streitkräfte der Republik China
  (chinesisch 國軍歷史文物館 / 国军历史文物馆, Pinyin Guójūn Lìshǐ Wénwùguǎn, Republic of China Armed Forces Museum, AFM)
- Shung Ye Museum of Formosan Aborigines
  (chinesisch 順益臺灣原住民博物館 / 顺益臺灣原住民博物馆, Pinyin Shùnyì Táiwān Yuánzhùmín Bówùguǎn, Shung Ye Museum of Formosan Aborigines)
- Suho Papier-Museum
  (chinesisch 樹火紀念紙博物館 / 树火纪念纸博物馆, Pinyin Shùhuǒ Jìniàn Zhǐ Bówùguǎn, Suho Memorial Paper Museum)
- Sun Yat-sen Gedenkhalle
  (chinesisch 國立國父紀念館 / 国立国父紀念馆, Pinyin Guólì Guófù Jìniàn Guǎn, Sun Yat-sen Memorial Hall)
- Sun Yun-suan Gedenkhalle
  (chinesisch 孫運璿科技人文紀念館 / 孙运璿科技人文纪念馆, Pinyin Sūnyùnxuán Kējì Rénwén Jìniànguǎn, Sun Yun-suan Memorial Museum)
- 228 Friedenspark
  (chinesisch 二二八和平紀念公園 / 二二八和平纪念公园, Pinyin Èrèrbā hépíng jìniàn gōngyuán, Jī-jī-pat Hô-pêng Kì-liām Kong-hn̂g, 228 Peace Memorial Park, Taipei 228 Memorial Museum)
- Astronomisches Museum Taipeh
  (chinesisch 臺北市立天文科學教育館 / 台北市立天文科学教育馆, Pinyin Táiběishìlì Tiānwén Kēxué Jiàoyùguǎn, Taipei City Observatory, Taipei Astronomical Museum)
- Taipei City Museum im Taipei Performing Arts Center
  (chinesisch 臺北表演藝術中心 / 台北表演艺术中心, Pinyin Táiběi Biǎoyǎn Yìshù Zhōngxīn, TPAC)
- Kunstmuseum Taipeh
  (chinesisch 台北市立美術館, Pinyin Táiběi Shìlì Měishùguǎn, Taipei Fine Arts Museum, TFAM)
- Gushi Guan
  (chinesisch 台北故事館, Pinyin Táiběi Gùshì Guǎn, Yuanshan Mansion – 圓山別莊; Îⁿ-soaⁿ Pia̍t-chong, Taipei Story House)
- Designmuseum Taiwan
  (chinesisch 台灣設計館 / 台湾设计馆, Pinyin Táiwān Shèjì Guǎn, Taiwan Design Museum)
- Börsenmuseum Taiwan
  (chinesisch 臺灣股票博物館 / 台湾股票博物馆, Pinyin Táiwān Gǔpiào Bówùguǎn, Taiwan Stock Museum)
- Liuyuan Glaskunstmuseum
  (chinesisch 琉園水晶博物館 / 琉园水晶博物馆, Pinyin Liúyuán Shuǐjīng Bówùguǎn, Tittot Glass Art Museum)
- Zhongshan Tang
  (chinesisch 中山堂, Pinyin Zhōngshān Táng, Zhongshan Hall)

## Taoyuan
- Action Electronics Museum
  (chinesisch 憶聲電子文物館 / 忆声电子文物馆, Pinyin Yìshēng Diànzǐ Wénwùguǎn, Action Museum)
- Yawen Meili Bolanguan
  (chinesisch 雅聞魅力博覽館 / 雅闻魅力博览馆, Pinyin Yǎwén Mèilì Bólǎnguǎn, Arwin Charisma Museum)
- Chinesisches Möbelmuseum
  (chinesisch 中國家具博物館 / 中国家具博物馆, Pinyin Zhōngguó Jiājù Bówùguǎn, Chinese Furniture Museum)
- Zhongzheng Luftfahrt-Museum
  (chinesisch 中正航空科學館, Pinyin Zhōngzhèng Hángkōng Kēxuéguǎn, Chung Cheng Aviation Museum)
- Coca-Cola Museum
  (chinesisch 可口可樂博物館, Pinyin Kěkǒukělè Bówùguǎn)
- Formosa Plastics Group Museum
  (chinesisch 台塑企業文物館 / 台塑企业文物馆, Pinyin Táisùqǐyè wénwùguǎn)
- HeySong Beverage Museum
  (chinesisch 黑松飲料博物館 / 黑松饮料博物馆, Pinyin Hēisōng Yǐnliào Bówùguǎn)
- Kuo Yuan Ye Museum of Cake and Pastry (Taoyuan)
- Mei-hwa Kreisel-Museum
  (chinesisch 美華國小陀螺展示館 / 美华国小陀螺展示馆, Pinyin Měihuá Guóxiǎo Tuóluó Zhǎnshìguǎn, Mei-hwa Spinning Top Museum)
- Hungya-Schokolademuseum
  (chinesisch 巧克力共和國 / 巧克力共和国, Pinyin Qiǎokèlì Gònghéguó, Hungya Chocolate Museum, Republic of Chocolate)
- Museum der Hochgeschwindigkeitsbahn Taiwan
  (chinesisch 台灣高鐵探索館 / 台湾高铁探索馆, Pinyin Táiwān Gāotiě Tànsuǒ Guǎn, Taiwan High Speed Rail Museum)
- Welt-Polizei-Museum
  (chinesisch 世界警察博物館 / 世界警察博物馆, Pinyin Shìjiè Jǐngchá Bówùguǎn, World Police Museum)

## Chiayi
- Kunstmuseum Chiayi
  (chinesisch 嘉義市立美術館 / 嘉义市立美术馆, Pinyin Jiāyì Shìlì Měishùguǎn, Chiayi Art Museum)
- Städtisches Museum Chiayi
  (chinesisch 嘉義市立博物館 / 嘉义市立博物馆, Pinyin Jiāyì Shìlì Bówùguǎn, Chiayi Municipal Museum)
- Altes Gefängnis Chiayi
  (chinesisch 嘉義舊監獄 / 嘉義旧监狱, Pinyin Jiāyì Jiù Jiānyù, Chiayi Old Prison, Chiayi Prison Museum)
- Huazhan-Museum Taiwan
  (chinesisch 台灣花磚博物館 / 台湾花砖博物馆, Pinyin Táiwān Huāzhuān Bówùguǎn, Museum of Old Taiwan Tiles)
- Hinoki-Museum Taiwan
  (chinesisch 希諾奇台灣檜木博物館 / 希诺奇台湾桧木博物馆, Pinyin Xīnuòqí Táiwān Guìmù Bówùguǎn, Taiwan Hinoki Museum)

## Hsinchu
- Museum der Wasserversorgung Hsinchu
  (chinesisch 新竹水道取水口展示館 / 新竹水道取水口展示馆, Pinyin Xīnzhú Shuǐdào Qǔshuǐ Kǒu Zhǎnshìguǎn, Aqueduct Museum of Hsinchu City)
- Gedenkhalle der Heibianfu zhongdui
  (chinesisch 黑蝙蝠中隊文物陳列館 / 黑蝙蝠中队文物陈列馆, Pinyin Hēibiānfú zhōngduì wénwù chénlièguǎn, Black Bat Squadron Memorial Hall)
- Glasmuseum Hsinchu
  (chinesisch 新竹市立玻璃工藝博物館 / 新竹市立玻璃工艺博物馆, Pinyin Xīnzhú Shìlì Bōlí Gōngyì Bówùguǎn, Glass Museum of Hsinchu City)
- Feuerwehr-Museum Hsinchu
  (chinesisch 新竹市消防博物館 / 新竹市消防博物馆, Pinyin Xīnzhúshì Xiāofáng Bówùguǎn, Hsinchu City Fire Museum)
- Museum im Militärangehörigen-Dorf von Hsinchu
  (chinesisch 新竹市眷村博物館 / 新竹市眷村博物馆, Pinyin Xīnzhúshì Juàncūn Bówùguǎn)
- Filmmuseum Hsinchu
  (chinesisch 新竹市文化局影像博物館 / 新竹市文化局影像博物馆, Pinyin Xīnzhúshì Wénhuàjú Yǐngxiàng Bówùguǎn, Image Museum of Hsinchu City)
- Museum der Yang-Ming-Chiao-Tung-Nationaluniversität
  (chinesisch 交大發展館 / 交大发展馆, Pinyin Jiāodà Fāzhǎnguǎn, Museum of National Chiao Tung University)

## Keelung
- Nationales Meeresforschungs-Museum
  (chinesisch 國立海洋科技博物館 / 国立海洋科技博物馆, Pinyin Guólì Hǎiyáng Kējì Bówùguǎn, National Museum of Marine Science and Technology, NMMST)
- Yangming Museum für Ozeanische Kultur und Kunst
  (chinesisch 陽明海洋文化藝術館 / 阳明海洋文化艺术馆, Pinyin Yángmíng Hǎiyáng Wénhuà Yìshùguǎn, YM Oceanic Culture and Art Museum, OCAM)

## Landkreis Changhua
- BRAND’S Gesundheitsmuseum
  (chinesisch 白蘭氏健康博物館 / 白兰氏健康博物馆, Pinyin Báilánshì Jiànkāng Bówùguǎn, BRAND’S Health Museum)
- Kunstmuseum des Kreis Changhua
  (chinesisch 彰化縣立美術館 / 彰化县立美术馆, Pinyin Zhānghuà Xiànlì Měishùguǎn, Changhua County Art Museum)
- Lukang Volkskunst-Museum
  (chinesisch 鹿港民俗文物館 / 鹿港民俗文物馆, Pinyin Lùgǎng Mínsú Wénwùguǎn, Lukang Folk Arts Museum)

## Landkreis Chiayi
- Alishan-Haus 1913
  (chinesisch 1913阿里山舊事所地方文化館 / 1913阿里山旧事所地方文化馆, Pinyin 1913 Ālǐshān Jiùshì Suǒ Dìfāng Wénhuàguǎn, 1913 Antique Office of Alishan House-Local Cultural Building)
- Alishan Museum
  (chinesisch 阿里山博物館 / 阿里山博物馆, Pinyin Ālǐshān Bówùguǎn)
- Mei-Ling Kunstmuseum
  (chinesisch 梅嶺美術館 / 梅岭美术馆, Pinyin Méilǐng Měishùguǎn, Mei-Ling Fine Arts Museum)
- Nationales Radio Museum
  (chinesisch 國家廣播文物館 / 国家广播文物馆, Pinyin Guójiā Guǎngbò Wénwùguǎn, National Radio Museum)
- Pinghuang Kaffee-Museum
  (chinesisch 品皇咖啡博物館 / 品皇咖啡博物馆, Pinyin Pǐnhuáng Kāfēi Bówùguǎn, Ping Huang Coffee Museum)
- Südliche Abteilung des Nationalen Palastmuseums
  (chinesisch 國立故宮博物院南部院區 / 国立故宫博物院南部院区, Pinyin Guólì Gùgōng Bówùyuàn Nánbù Yuànqū, Southern Branch of the National Palace Museum)

## Landkreis Hsinchu
- Liu Hsing-chin Comic-Museum
  (chinesisch 劉興欽漫畫暨發明展覽館 / 刘兴钦漫画暨发明展览馆, Pinyin Liúxìngqīn Mànhuà Jì Fāmíng Zhǎnlǎnguǎn)
- Rueylong Museum
  (chinesisch 瑞龍博物館 / 瑞龙博物馆, Pinyin Ruìlóng Bówùguǎn)

## Landkreis Hualien
- Qīxīng Katsuo Museum
  (chinesisch 七星柴魚博物館 / 七星柴鱼博物馆, Pinyin Qīxīng Cháiyú Bówùguǎn, Chihsing Tan Katsuo Museum)
- Hualien Skulpturenmuseum
  (chinesisch 花蓮縣石雕博物館 / 花莲县石雕博物馆, Pinyin Huālián Xiàn Shídiāo Bówùguǎn, Hualien County Stone Sculptural Museum)

## Kinmen
- Museum zur Schlacht am 23. August
  (chinesisch 八二三戰史館 / 八二三战史馆, Pinyin Bā'èrsān Zhàn Shǐguǎn, August 23 Artillery Battle Museum)
- Museum zum Kampf um Guningtou
  (chinesisch 古寧頭戰史館 / 古宁头战史馆, Pinyin Gǔníngtóu Zhànshǐguǎn, Guningtou Battle Museum)
- Militärgeschichtliches Museum Hujingtou
  (chinesisch 湖井頭戰史館 / 湖井头战史馆, Pinyin Hújǐngtóu Zhànshǐguǎn, Hujingtou Battle Museum)
- Keramikmuseum Kinmen
  (chinesisch 金門陶瓷博物館 / 金门陶瓷博物馆, Pinyin Jīnmén Táocí Bówùguǎn, Kinmen Ceramics Museum)
- Landminenmuseum
  (chinesisch 地雷展示館 / 地雷展示馆, Pinyin Dìléi Zhǎnshì Guǎn, Landmine Museum)
- Lieyu Kulturzentrum
  (chinesisch 烈嶼鄉文化館 / 烈屿乡文化馆, Pinyin Lièyǔ Xiāng Wénhuà Guǎn, Lieyu Township Culture Museum)
- Yu-Dawei Gedenkstätte
  (chinesisch 俞大維先生紀念館 / 俞大维先生纪念馆, Pinyin Yúdàwéi Xiānshēng Jìniànguǎn)

## Matsu-Inseln (Lienchiang)
- Ökologisches Museum Matsu (Blaue Tränen)
  (chinesisch 藍眼淚生態館 / 蓝眼泪生态馆, Pinyin Lán Yǎnlèi Shēngtài Guǎn, Matsu Blue Tears Ecological Museum)
- Matsu Volksmuseum
  (chinesisch 馬祖民俗文物館 / 马祖民俗文物馆, Pinyin Mǎzǔ Mínsú Wénwùguǎn, Matsu Folk Culture Museum)

## Landkreis Miaoli
- Ökologisches Museum des Huoyan Shan
  (chinesisch 火炎山生態教育館 / 火炎山生态教育馆, Pinyin Huǒyán Shān Shēngtài Jiàoyùguǎn, Huoyan Mountain Ecology Museum)
- Keramikmuseum Miaoli
  (chinesisch 苗栗陶瓷博物館 / 苗栗陶瓷博物馆, Pinyin Miáolì Táocí Bówùguǎn, Miaoli Ceramics Museum)
- Eisenbahnmuseum Miaoli
  (chinesisch 苗栗鐵道文物展示館 / 苗栗铁道文物展示馆, Pinyin Miáolì Zhídào Wénwù Zhǎnshìguǎn, Miaoli Railway Museum)
- Saisiyat-Volksmuseum
  (chinesisch 賽夏族民俗文物館 / 赛夏族民俗文物馆, Pinyin Sàixiàzú Mínsú Wénwùguǎn, Museum of Saisiyat Folklore)
- Sanyi Holzskulpturenmuseum
  (chinesisch 三義木雕博物館 / 三义木雕博物馆, Pinyin Sānyì Mùdiāo Bówùguǎn, Sanyi Wood Sculpture Museum)
- Bahnstation Shengxing
  (chinesisch 勝興 / 胜兴, Pinyin Shèngxīng, Shengxing Station)
- Ölindustrie-Ausstellung Taiwan
  (chinesisch 台灣油礦陳列館 / 台湾油矿陈列馆, Pinyin Táiwān Yóukuàng Chénlièguǎn, Taiwan Oil Field Exhibition Hall)
- Kohle-Museum Zaochiao
  (chinesisch 造橋木炭博物館 / 造桥木炭博物馆, Pinyin Zàoqiáo Mùtàn Bówùguǎn, Zaochiao Charcoal Museum)

## Landkreis Nantou
- Entomologisches Museum Muh Sheng
  (chinesisch 木生昆蟲博物館 / 木生昆虫博物馆, Pinyin Mùshēng Kūnchóng Bówùguǎn, Muh Sheng Museum of Entomology)
- Mochi-Museum Taiwan
  (chinesisch 台灣麻糬主題館 / 台湾麻糬主题馆, Pinyin Táiwān Máshu Zhǔtíguǎn, Taiwan Mochi Museum)
- Baodao Geschichtsdorf
  (chinesisch 寶島時代村 / 宝岛时代村, Pinyin Bǎodǎo Shídài Cūn, Taiwan Times Village)
- Yuxiu Kunst-Museum
  (chinesisch 毓繡美術館 / 毓绣美术馆, Pinyin Yùxiù Měishùguǎn, Yu-hsiu Museum of Art)

## Penghu-Inseln
- Chang Yu-sheng Gedenkstätte
  (chinesisch 張雨生紀念館 / 张雨生纪念馆, Pinyin Zhāng Yǔshēng Jìniànguǎn, Chang Yu-sheng Memorial Museum)
- Krebsmuseum Chuwan
  (chinesisch 竹灣螃蟹博物館 / 竹湾螃蟹博物馆, Pinyin Zhúwān Pángxiè Bówùguǎn, Chuwan Crab Museum)
- Meeresressourcen-Museum
  (chinesisch 海洋資源館 / 海洋资源馆, Pinyin Hǎiyáng Zīyuánguǎn, Ocean Resources Museum)
- Penghu Museum
  (chinesisch 澎湖生活博物館 / 澎湖生活博物馆, Pinyin Pēnghú Shēnghuó Bówùguǎn, Penghu Living Museum PHLM)

## Landkreis Pingtung
- Theater-Museum Pingdong
  (chinesisch 屏東戲曲故事館 / 屏东戏曲故事馆, Pinyin Píngdōng Xìqǔ Gùshìguǎn, Museum of Traditional Theater)
- Nationalmuseum und Aquarium für Meeresbiologie
  (chinesisch 國立海洋生物博物館 / 国立海洋生物博物馆, Pinyin Guólì Hǎiyáng Shēngwù Bówùguǎn, Kok-li̍p Hái-iûⁿ Seng-bu̍t Phok-bu̍t-koán, National Museum of Marine Biology and Aquarium)
- Kunstmuseum Pingdong
  (chinesisch 屏東市立美術館 / 屏东市立美术馆, Pinyin Píngdōng Shìlì Měishùguǎn, Pingtung Art Museum)
- Hakka-Museum Pingdong
  (chinesisch 屏東縣客家文物館 / 屏东县客家文物馆, Pinyin Píngdōng Xiàn Kèjiā Wénwùguǎn, Pingtung Hakka Cultural Museum)

## Landkreis Taitung
- Bunun-Kultur-Museum
  (chinesisch 布農族文化館 / 布农族文化馆, Pinyin Bùnóng Zú Wénwùguǎn, Bunun Cultural Museum)
- Lanyu-Museum
  (chinesisch 蘭嶼飛魚文化會館 / 兰屿飞鱼文化会馆, Pinyin Lányǔ Fēiyú Wénhuà Huìguǎn, Lanyu Flying Fish Cultural Museum)
- National Human Rights Museum: Gedenkstätte des Weißen Terrors Lüdao
  (chinesisch 白色恐怖綠島紀念園區 / 白色恐怖绿岛纪念园区, Pinyin Báisè Kǒngbù Lǜdǎo Jìniàn Yuánqū)
- Nationalmuseum für Vorgeschichte Taiwan
  (chinesisch 國立臺灣史前文化博物館 / 国立台湾史前文化博物馆, Pinyin Guólì Táiwān Shǐqián Wénhuà Bówùguǎn, National Museum of Prehistory)
- Dorf-Museum für Reis
  (chinesisch 稻米原鄉館 / 稻米原乡馆, Pinyin Dàomǐ Yuán Xiāngguǎn, Rice Village Museum)
- Kunstmuseum Taidong
  (chinesisch 台東美術館 / 台东美术馆, Pinyin Táidōng Měishùguǎn)
- Kreismuseum für Naturgeschichte Taidong
  (chinesisch 臺東縣自然史教育館 / 臺东縣自然史教育馆, Pinyin Táidōng Xiàn Zìrán Shǐ Jiàoyù Guǎn, Taitung County Museum of Natural History)
- Taidong Gushiguan
  (chinesisch 台東故事館 / 台东故事馆, Pinyin Táidōng Gùshìguǎn, Taitung Story Museum, Eslite Taitung Story Museum)
- Wu Tao Chishang Lunch Box-Museum
  (chinesisch 悟饕池上飯包文化故事館 / 悟饕池上饭包文化故事馆, Pinyin Wù Tāo Chíshàng Fànbāo Wénhuà Gùshìguǎn, Wu Tao Chishang Lunch Box Cultural History Museum)

## Landkreis Yilan
- Atayal-Museum
  (chinesisch 泰雅生活館 / 泰雅生活馆, Pinyin Tàiyǎ Shēnghuó Guǎn, Atayal Life Museum)
- Junbaobei-Museum und Schaufabrik
  (chinesisch 菌寶貝博物館暨觀光工廠 / 菌宝贝博物馆暨观光工厂, Pinyin Jūnbǎobèi Bówùguǎn Jì Guānguāng Gōngchǎng, Beneficial Microbes Museum and Tourism Factory, BMM)
- Korallenmuseum
  (chinesisch 珊瑚法界博物館 / 珊瑚法界博物馆, Pinyin Shānhú Fǎjiè Bówùguǎn, Coral Museum)
- Lanyang Museum
  (chinesisch 蘭陽博物館 / 兰阳博物馆, Pinyin Lányáng Bówùguǎn, LYM)
- Lee Rong-chun Literaturmuseum
  (chinesisch 李榮春文學館 / 李荣春文学馆, Pinyin Lǐ Róngchūn Wénxué Guǎn, Lee Rong-chun Literary Museum)
- Nationales Zentrum für Traditionelle Kunst
  (chinesisch 國立傳統藝術中心 / 国立傳统艺术中心, Pinyin Guólì Zhuàntǒng Yìshù Zhōngxīn, National Center for Traditional Arts)
- Frühlingszwiebel-Kulturzentrum
  (chinesisch 青蔥文化館 / 青葱文化馆, Pinyin Qīngcōng Wénhuàguǎn, Spring Onion Culture Museum)
- Theater Museum Taiwan
  (chinesisch 台灣戲劇館 / 台湾戏剧馆, Pinyin Táiwān Xìjùguǎn, Taiwan Theater Museum)
- Yilan Distillerie, Chia Chi Lan Weinkulturzentrum
  (chinesisch 宜蘭酒廠甲子蘭酒文物館 / 宜兰酒厂甲子兰酒文物馆, Pinyin Yílán Jiǔ Chǎng Jiǎzǐlán Jiǔ Wénwùguǎn, Yilan Distillery Chia Chi Lan Wine Museum, Chia Chi Lan Liquor Museum)
- Yilan Literaturzentrum
  (chinesisch 宜蘭文學館 / 宜兰文学馆, Pinyin Yílán Wénxué Guǎn, Yilan Literary Museum)
- Zhu Dayu Kulturzentrum
  (chinesisch 祝大漁物產文創館 / 祝大渔物产文创馆, Pinyin Zhù Dàyú Wùchǎn Wénchuàngguǎn, Zhu Dayu Culture Museum)

## Landkreis Yunlin
- Landwirtschafts- und Bewässerungstechnik-Museum
  (chinesisch 農田水利文物陳列館 / 农田水利文物陈列馆, Pinyin Nóngtián Shuǐlì Wénwù Chénliè Guǎn, Farming and Irrigation Artifacts Museum)
- Honig Museum Gukeng
  (chinesisch 蜜蜂故事館 / 蜜蜂故事馆, Pinyin Mìfēng Gùshì Guǎn, Honey Museum)
- Sojasauce-Brau-Museum
  (chinesisch 黑金釀造館 / 黑金酿造馆, Pinyin Hēijīn Niàngzào Guǎn, Soy Sauce Brewing Museum)
- Yunlin Handpuppen-Museum
  (chinesisch 雲林布袋戲館 / 云林布袋戏馆, Pinyin Yúnlín Bùdài Xìguǎn, Yunlin Hand Puppet Museum)
- Yunlin Gushiguan
  (chinesisch 雲林故事館 / 云林故事馆, Pinyin Yúnlín Gùshì Guǎn Yunlin Story House)